# Anita Diminuta
Anita Diminuta es una serie de historietas creada en 1941 por Jesús Blasco para la revista femenina Mis Chicas, donde ocupó el primer plano durante toda la década. En su creación colaboraron sus hermanos, formando la denominada Factoría Blasco.

## Creación y trayectoria editorial
Anita Diminuta fue creada a instancias de Consuelo Gil. Ésta quería «una niña» que fuera «una especie de Cuto con faldas» para que encabezara la revista para niñas que estaba planeando, la futura "Mis Chicas".

## Argumento
Anita Diminuta es una niña rubia con trenzas que arrostra innumerables peligros y se enfrenta con horribles enemigos como brujas, magos, pulpos y otros animales, humanizados y malvados. En sus aventuras, la acompañan sus amigos Soldadito, Chispita, Bartolo y otros.

## Estilo
Los autores se inspiraban en múltiples referentes. Juan Antonio Ramírez citaba la influencia de Walt Disney y las ilustraciones originales de Enrico Mazzanti para el Pinochode Collodi,  mientras Salvador Vázquez de Parga hacía lo propio respecto a Arthur Rackham y William Hearth Robinson.
Su estilo, en cualquier caso, combinaba el realismo cinematográfico de los protagonistas y sus acciones con la caricatura usada con brujas y demás personajes fantásticos.

## Valoración
Terenci Moix señaló en 1968 el peligro que para las lectoras de su época, objeto ya de una segregación educativa, podía suponer la introducción de la fantasía en su universo cotidiano por contraposición a las producciones de Walt Disney, en las que la irrealidad se presentaba a priori.